# Involuzione (teoria degli insiemi)

In matematica, un'involuzione è una funzione caratterizzata dalla proprietà di essere l'inversa di sé stessa. Se applicata due volte, quindi, il risultato coincide con l'elemento di partenza.

## Definizione
Un'involuzione è una funzione
{\displaystyle f:X\to X}
tale che
{\displaystyle f(f(x))=x\quad \forall x\in X}
Ogni involuzione è necessariamente una funzione biiettiva.
Il concetto di involuzione è talvolta utilizzato al posto di idempotenza, che riguarda più propriamente funzioni tali che {\displaystyle f(f(x))=f(x)}.

## Esempi
La funzione identità è un'involuzione banale. Esempi meno banali includono la moltiplicazione per -1 di un numero reale, l'inverso di un numero razionale, l'insieme complemento di un sottoinsieme, il coniugato di un numero complesso e l'operatore di trasposizione.
In algebra lineare, tranne che in caratteristica due, un'applicazione lineare che sia un'involuzione è sempre diagonalizzabile.
In teoria dei gruppi, una permutazione è un'involuzione se è prodotto di trasposizioni indipendenti.

## Conteggio delle involuzioni
Il numero di involuzioni in un insieme con n elementi è dato dalla seguente relazione ricorsiva:
{\displaystyle I_{0}=I_{1}=1}
{\displaystyle I_{n}=I_{n-1}+I_{n-2}(n-1)}
I primi termini della sequenza sono 1, 1, 2, 4, 10, 26, 76, 232 (sequenza A000085 nella On-Line Encyclopedia of Integer Sequences).
Per calcolare il numero di involuzioni in un insieme con "n" elementi si può ricorrere anche a questa formula, non ricollegata ad altri insiemi.
{\displaystyle \forall n\equiv 0\mod 2\Rightarrow I_{n}=1+\sum _{k=0}^{{\frac {n}{2}}-1}{\frac {\prod _{i=0}^{k}{n-2i \choose 2}}{(k+1)!}}}
{\displaystyle \forall n\equiv 1\mod 2\Rightarrow I_{n}=1+\sum _{k=0}^{\frac {n-3}{2}}{\frac {\prod _{i=0}^{k}{n-2i \choose 2}}{(k+1)!}}}